# Kabaret Skeczów Męczących
Kabaret Skeczów Męczących – polska grupa kabaretowa, powstała na początku roku 2003 w Kielcach. Prowadzili autorski teleturniej kabaretowy „Kabaretożercy” nadawany jesienią 2010 w TVP2, a od września 2020 na antenie Polsat program Kabaret na żywo. Klinika Skeczów Męczących.

## Skład
- Karol Golonka alias Golon (ur. 2 listopada 1981 w Kielcach) – założyciel, autor tekstów kabaretu, absolwent Akademii Świętokrzyskiej w Kielcach, magister nauk politycznych. Od roku 2006 scenarzysta telewizyjnych programów rozrywkowych, reżyser felietonów telewizyjnych (Duże dzieci, Podróże z żartem, Mój pierwszy raz). Jesienią 2010, wspólnie z Marcinem Szczurkiewiczem, prowadził na antenie TVP2 teleturniej Kabaretożercy, żonaty, syn Maksymilian i córka Pola.
- Jarosław Sadza alias Jarek (ur. 23 kwietnia 1982 w Kielcach) – absolwent Politechniki Świętokrzyskiej, z wykształcenia magister inżynier zarządzania i inżynierii produkcji. Wcześniej związany z kieleckim kabaretem Im’potencjał. W skeczach charakteryzuje się śmiesznym i piskliwym głosem (w przypadku Śruby jest to gruby, niski głos). Znane postacie przez niego wykreowane to: Jadwiga Paździerz, Śruba, Pan Adamczyk i Kłaku. W programie Kabaretożercy Kłaku był reporterem, który prowadził kontrowersyjne wywiady z polskimi celebrytami. Żonaty.
- Marcin Szczurkiewicz alias Łajza (ur. 28 lipca 1981 w Kielcach) – założyciel kabaretu, absolwent Akademii Świętokrzyskiej w Kielcach oraz Uniwersytetu Śląskiego na wydziale w Sosnowcu. Magister filologii angielskiej. Od roku 2006 scenarzysta telewizyjnych programów rozrywkowych, reżyser felietonów telewizyjnych (Duże dzieci, Podróże z żartem, Mój pierwszy raz). Jesienią 2010 roku, wspólnie z Karolem Golonką, prowadził na antenie TVP2 teleturniej Kabaretożercy. Żonaty, syn Stanisław
- Michał Tercz alias Michu (ur. 10 lipca 1981 roku w Kielcach) – absolwent filologii angielskiej, obecnie student socjologii. Żonaty, córka Antonina

## Nagrody i wyróżnienia
- wrzesień 2004 – Nagroda Publiczności na XXV Lidzbarskich Wieczorach Humoru i Satyry
- kwiecień 2006 – Wyróżnienie Jury za skecz Zabawa Cudzym Kosztem oraz Nagroda Publiczności na XXII PACE w Krakowie
- kwiecień 2006 – Wyróżnienie Jury za skecz Zabawa Cudzym Kosztem 22 PAKA i nagroda publiczności
- sierpień 2006 – I nagroda na XXVII Lidzbarskich Wieczorach Humoru i Satyry
- kwiecień 2007 – III nagroda oraz Nagroda Publiczności na XXIII PACE
- maj 2007 – II nagroda i Nagroda Publiczności na Ogólnopolskim Festiwalu Piosenki Kabaretowej O.B.O.R.A.

## Twórczość

### Skecze
Zespół ma na swoim dorobku następujące skecze:

- „Szczęśliwego nowego rządu”
- „Chrzciny”
- „Komunia” (kontynuacja „Chrzcin”)
- „Dawaj auto!”
- „Jadwiga Paździerz - przedszkole”
- „Protest”
- „Potop - reaktywacja”
- „Pampasowiec”
- „Parawaning”
- „MOPS”
- „Strajk”
- „Psychiatryk”
- „Pan Adamczyk idzie na wojnę”
- „Adamczyk na prezydenta”
- „Pan Adamczyk po wyborach”
- „Nauki przedmałżeńskie”
- „Izba przyjęć”
- „Urodziny Kłaka”
- „Wieczór kawalerski”
- „Teletrwam”
- „Polacy wracają z wakacji”
- „Program ornitologiczny”
- „Hit lata”
- „Król Poniatowski”
- „Napad na ZUS”
- „Prison Break”
- „Dopalacze”
- „Szatan”
- „Chodzimy po kolędzie”
- „Splash”
- „Bunia i praca w Anglii”
- „Powrót po meczu”
- „Ubezpieczenia”
- „Śruba na majówce”
- „Śruba”
- „Śruba w Sylwestra”
- „Hymn na EURO 2012”
- „Kieszonkowy biznes”
- „Jacek Krzynówek”
- „Promocja sera”
- „Piosenka turystyczna”
- „Piosenka trenera”
- „Kryzys”
- „Wesele Wyspiańskiego”
- „Człowiek Kuna”
- „Spis powszechny”
- „Kieszonkowcy”
- „Sąsiedzi”
- „Nasza Klasa”
- „Askis”
- „Wróźbita Marcin”
- „Mulatka”
- „Wesele”
- „Zombi”
- „Konkurs”
- „W moim filmie”
- „Bilety na Portugalię”
- „Złoty pociąg”
- „Raty”
- „Pielęgniarka środowiskowa”
- „Jadwiga Paździerz w sądzie”
- „Wiesiek i wybory”
- „Pyton”
- „Mecz: Polska - Senegal” (gościnnie z Aleksandrą Szwed)
- „Śruba z Jolką w kinie”
- „Śruba i śmierć”
- „Śruba i dzieci”
- „Podróż”

### Parodie
- „Adela z D–Mobajl” (parodia Adele – „Hello”)
- „Denatan” (parodia Donatan & Cleo – „My Słowianie”)
- "MAMAGOSI" (parodia Taconafide - "Tamagotchi")
- „Nasza klasa” (parodia K.A.S.A. – „Piękniejsza”)
- „Szczęśliwego nowego rządu” (parodia Czadoman – „Ruda tańczy jak szalona”)
- „Świętokrzyskie Style” (parodia Psy – „Gangnam Style”)
- „Świętokrzyskie Style 2” (parodia Usher – „Yeah”)
- „Tego nie było” (parodia Bonnie Tyler – „Holding out for a Hero” )
- „To nie to” (parodia Haddaway – „What Is Love”)

### Programy
Zespół ma na swoim koncie dziewięć programów autorskich:
- „TV Męcząca” (2003) – debiut sceniczny przygotowany na Festiwal Artystyczny Młodzieży Akademickiej (FAMA),
- „Ewolucja” (2004)
- „Aluminiowe Wiadro” (2005)
- „Pan Bożenka” (2007)
- „Rodzaj męski” (2008)
- „Śmiechosteron” (2009)
- „Porntepian" (2010)
- „Śmiechosteron 2” (2011)
- „Z życia niższych sfer – spektakl w 3D” (2012)

### Programy autorskie TV
- „KSM – Kochajmy Się Mocno” (TVP2 2009)
- „Kabaretożercy” (TVP2 2010)
- „KSM – Kabaretowa Siła Miłości” (TVP2 2011)
- „Droga do Euro” (TVP2 2011–2012)

### Wydawnictwa DVD
- Kabaret Skeczów Męczących (2007)
- Śmiechosteron (2012)

## Źródła i przypisy
- Artykuł utworzono na podstawie informacji ze stron grupy: www.kabaretksm.pl oraz www.myspace.com/kabaretksm [dostęp: 2009-05-22].